# 吉野利明
吉野 利明（よしの としあき、1947年（昭和22年）6月26日 - ）は、日本の政治家。自由民主党所属の元東京都議会議員（5期）。東京都議会議長（第45代）。元三鷹市議会議員（2期）。都議会自民党顧問、自由民主党三多摩支部連合会会長。

## 経歴
東京都三鷹市出身。東京都立三鷹高等学校卒業。中央大学法学部法律学科卒業。1991年より三鷹市議会議員を2期務める。
1997年の東京都議会議員選挙に自由民主党公認で出馬し初当選する。その後、2005年に都議会自民党総務会長、2007年に都議会自民党幹事長に就任。2009年に都議会オリンピック・パラリンピック招致特別委員長に就任。
2013年8月に東京都議会議長に就任。しかし、2014年10月に一身上の都合を理由に議長職を辞職。
2017年7月2日の東京都議会議員選挙には出馬せず、政界からの引退を表明した。
2018年11月、旭日小綬章を受章した。